# Unterpräfektur Kamikawa

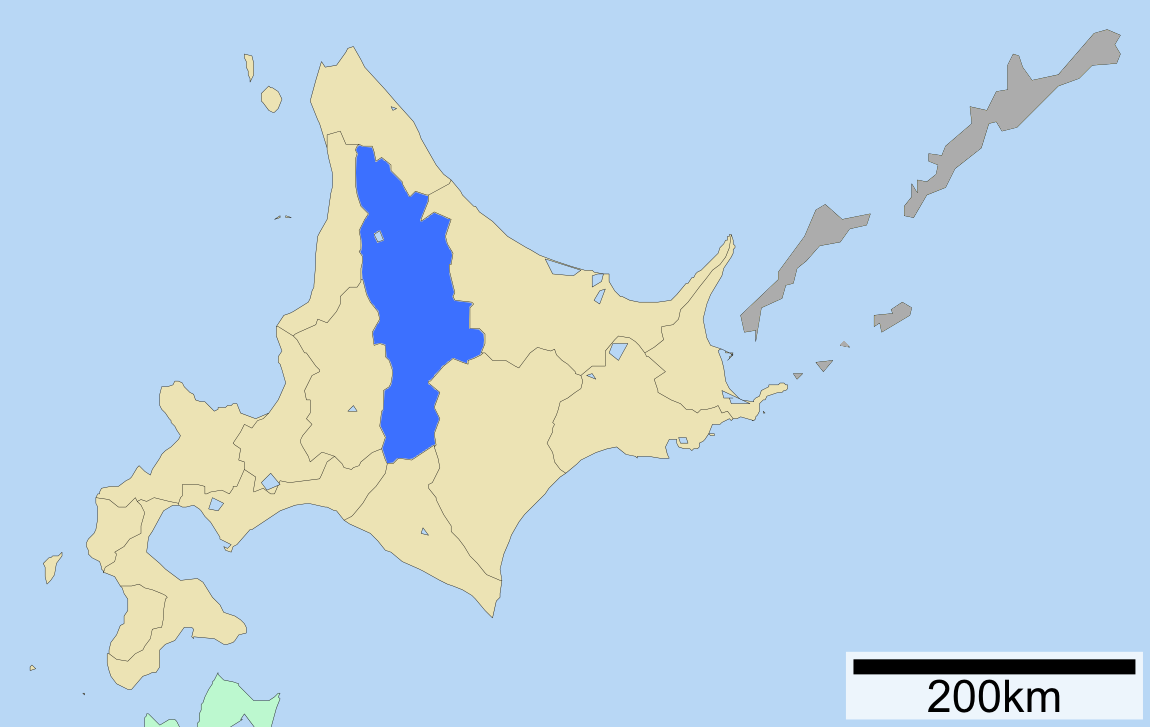
Lage der Unterpräfektur Kamikawa

Kamikawa (jap. 上川総合振興局, Kamikawa-sōgō-shinkō-kyoku) ist eine Unterpräfektur der Präfektur Hokkaidō. Der Name ist abgeleitet von Kamikawa no hitobito no shūraku (川上の人々の集落, dt. „Siedlung der Menschen vom Oberlauf“), eine Übertragung ins Japanische aus dem Ainu Peni Unguri Kotan. Sie hat eine Fläche von 9.852,21 km² und eine Einwohnerzahl von 535.456 (Stand: 1. Oktober 2005).

## Geschichte
Die japanische Besiedlung begann 1867. Die Einrichtung der Unterpräfektur Kamikawa (上川支庁, Kamikawa-shichō) folgte 1897. 1899 wurde das Dorf Furano – die heutige Großstadt Furano und der Landkreis Sorachi mit Kamifurano, Nakafurano und Minamifurano – aus der Unterpräfektur Sorachi der Unterpräfektur Kamikawa zugeschlagen.
Bei der Neugliederung von Hokkaidō zum 1. April 2010 erfolgte die Umbenennung in Kamikawa-sōgō-shinkō-kyoku. Dabei wurde ihr die Gemeinde Horokanai aus der Unterpräfektur Sorachi zugeschlagen.

## Verwaltungsgliederung

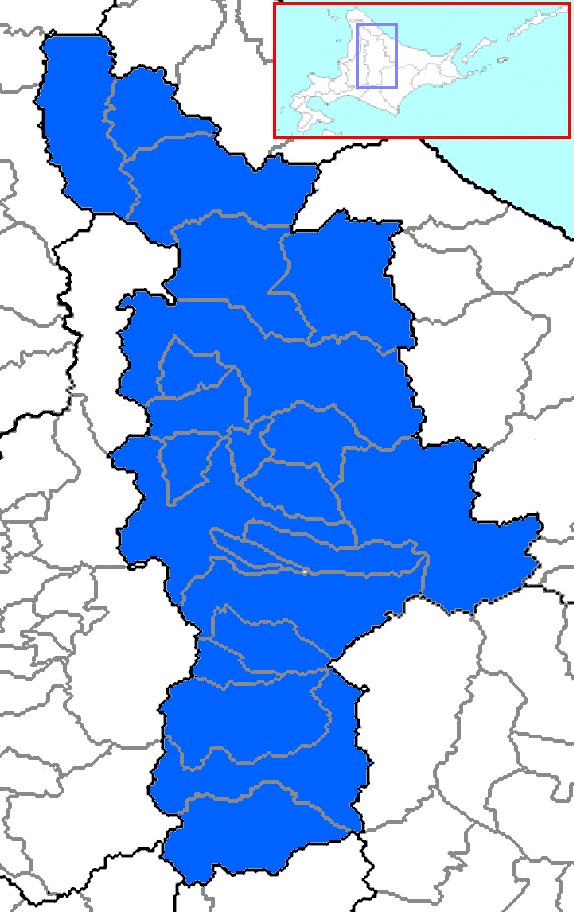
Gemeinden der Unterpräfektur Kamikawa (ohne Horokanai)

### Großstädte (市,shi)
- Sitz der Unterpräfekturverwaltung: Asahikawa

- Shibetsu
- Nayoro
- Furano

### Landkreise (郡,gun)
Liste der Landkreise der Unterpräfektur Kamikawa, sowie deren Städte (町, chō) und Dörfer (村, mura).
- Kamikawa der früheren Provinz Ishikari
  - Takasu
  - Higashikagura
  - Tōma
  - Pippu
  - Aibetsu
  - Kamikawa
  - Higashikawa
  - Biei
- Kamikawa der früheren Provinz Teshio
  - Wassamu
  - Kembuchi
  - Shimokawa
- Sorachi
  - Kamifurano
  - Nakafurano
  - Minamifurano
- Yūfutsu
  - Shimukappu
- Nakagawa
  - Bifuka
  - Otoineppu
  - Nakagawa
- Uryū
  - Horokanai

### Neugliederungen
- Am 1. September 2005 schlossen sich die Stadt Asahi im Landkreis Kamikawa (Teshio) und die Großstadt Shibetsu zur neuen Großstadt Shibetsu zusammen.
- Am 27. März 2006 schlossen sich die Stadt Fūren im Landkreis Kamikawa (Teshio) und die Großstadt Nayoro zur neuen Großstadt Nayoro zusammen.

## Verkehr
Der Flughafen Asahikawa erstreckt sich über die Städte Asahikawa und Higashikagura.